# 道産子検定
道産子検定（どさんこけんてい）とは、北海道ファンマガジンが主催するご当地検定である。

## 概要
道産子度をはかるものではなく、北海道についてどれだけの知識を持っているか、北海道通度をはかる検定。北海道の生活、文化、地理、歴史、観光、イベント、郷土、行政、産業、交通、自然、方言、難読地名、国際、時事問題、アイヌなど、北海道全域から幅広い内容が出題される検定。公的機関が主催するものではないが、雑誌、北海道新聞、NHK、UHB、TBS、その他雑誌等で取り上げられ、注目を集めている。TBSの『ランク王国』のご当地検定ランキングでは全国4位にランクインした。
受験料は無料。第一回は2006年2月1日に行われた。検定は初級と上級に分かれている。試験時間は30分。問題数は40問。合格基準は正解率80%以上。四択問題と二択問題からなる。公式テキストは特にないが、サイト上からも出題される。
誰でも受験でき、検定試験はインターネット上で行われる。事前にメールアドレスとパスワードを指定して受験申込を行い、試験会場URLがメールで通知される。試験日に自分の好きな時間帯にアクセスし回答できるのが特徴。合格者は試験日の約一週間後にサイト上で発表され、希望者は合格証書画像をもらえる。
2013年9月現在、2013年に第八回が開催されたのが最後である。